# فرودگاه رافای
 فرودگاه رافای (به انگلیسی: Rafaï Airport) یک فرودگاه همگانی با کد یاتا RFA است که یک باند فرود خاک رس دارد و طول باند آن ۱۲۹۵ متر است. این فرودگاه در کشور جمهوری آفریقای مرکزی قرار دارد و در ارتفاع ۵۳۶ متری از سطح دریا واقع شده است.